# Bermudas en los Juegos Olímpicos de Albertville 1992
Las Bermudas estuvieron representadas en los Juegos Olímpicos de Albertville 1992 por un deportista masculino que compitió en luge.
El equipo olímpico bermudeño no obtuvo ninguna medalla en estos Juegos.